# 洛杉矶会展中心
洛杉矶会展中心（Los Angeles Convention Center）是坐落于美国洛杉矶商区西南部的会展中心。LACC举办许多年度活动，如洛杉矶国际车展、Anime Expo，以及电子游戏界最知名的电子娱乐展（E3）。

## 活動

### 2028年夏季奧林匹克運動會
在2028年夏季奧林匹克運動會期間，會展中心將舉辦6個項目賽事。它將舉辦女子籃球預賽、拳擊、擊劍、跆拳道、桌球和自由式小輪車比賽。如果國際奧委會決定將拳擊從奧運會項目中剔除，那麼2028年奧運會就可能沒有該項運動了。

## 外部連結
- 洛杉磯會展中心網站 （页面存档备份，存于）